# Rosà
Rosà – miejscowość i gmina we Włoszech, w regionie Wenecja Euganejska, w prowincji Vicenza.
Według danych na rok 2004 gminę zamieszkiwało 12 519 osób, 521,6 os./km².

## Miasta partnerskie[1]
- Schallstadt (Niemcy) od 1991.
- La Crau (Francja) od 2006.